# Secundaire verwijzing
Secundaire verwijzing is de vertaling van 'Secondary reference'. Het gaat dan om het gegeven dat een voorstelling een noodzakelijk deel uitmaakt van het toekennen van een betekenis aan een (deel van een) zin. In deze benadering zijn woorden die niet bijdragen aan een voorstelling leeg; ze kunnen slechts een figuurlijke uitdrukking opleveren. Als voorbeelden van zinnen zonder secundaire verwijzing kunnen worden genoemd: 'een zwarte maandag' (tenzij het gaat om de figuurlijke uitdrukking) en 'ronde vierhoek' (ten tonele gevoerd door Bernard Bolzano en Alexius Meinong).
In het eerste geval kan men een voorstelling hebben van een maandag (tenminste, van iets wat men als zodanig bestempelt) en ook van iets zwarts, maar niet van 'een zwarte maandag', daar deze kwaliteiten niet kunnen worden verenigd. 'Maandag' is immers een te abstracte notie om met een concreet predicaat als een kleur te kunnen worden gecombineerd. In het tweede geval is er sprake een inconsistentie: men kan zich een vierhoek voorstellen, maar geen ronde; zo kan er ook geen voorstelling zijn van een cirkel die vierhoekig is. Men kan zich dan ook afvragen of hier een voorstelling tot stand komt. 
Een ander voorbeeld wordt door George Berkeley, een nominalist, gepresenteerd, als hij aangeeft dat het onmogelijk is om een algemeen, abstract idee van een driehoek te vormen. Het gaat steeds om een concrete driehoek, en een abstract idee kan men zich niet vormen (A Treatise Concerning the Principles of Human Knowledge, Inleiding, sectie 13).
Of in een bepaald geval sprake is van een betekenis, is afhankelijk van het individu: het is mogelijk dat de ene persoon een betekenis kan onderscheiden, terwijl de andere daartoe niet in staat is. Dit kan bijvoorbeeld voortkomen uit een gebrek aan kennis van een van beide partijen. Dit blijkt in het geval dat aan personen A en B wordt gevraagd of 15 een priemgetal is; als A weet wat een priemgetal is en B niet, heeft de zin voor A een betekenis, maar voor B niet.